# Aluze
Aluze [alyz] ist eine französische Gemeinde mit 244 Einwohnern (Stand: 1. Januar 2022) im Département Saône-et-Loire in der Région Bourgogne-Franche-Comté. Die Gemeinde gehört zum Arrondissement Chalon-sur-Saône und zum Kanton Chagny. Die Bewohner werden Aluziens und Aluziennes genannt.

## Geografie
Aluze liegt etwa 14 Kilometer westnordwestlich von Chalon-sur-Saône. Zahlreiche Weinsorten werden hier im Weinbaugebiet Bourgogne angebaut. Umgeben wird Aluze von den Nachbargemeinden Chamilly im Norden, Chassey-le-Camp im Norden und Nordosten, Rully im Osten und Nordosten, Mercurey im Süden und Südosten, Charrecey im Süden und Südwesten, Saint-Léger-sur-Dheune im Westen sowie Dennevy im Nordwesten.

## Bevölkerungsentwicklung
| Jahr                       | 1962 | 1968 | 1975 | 1982 | 1990 | 1999 | 2006 | 2013 | 2020 |
| Einwohner                  | 154  | 151  | 143  | 180  | 199  | 217  | 250  | 247  | 249  |
| Quellen: Cassini und INSEE |      |      |      |      |      |      |      |      |      |

## Sehenswürdigkeiten

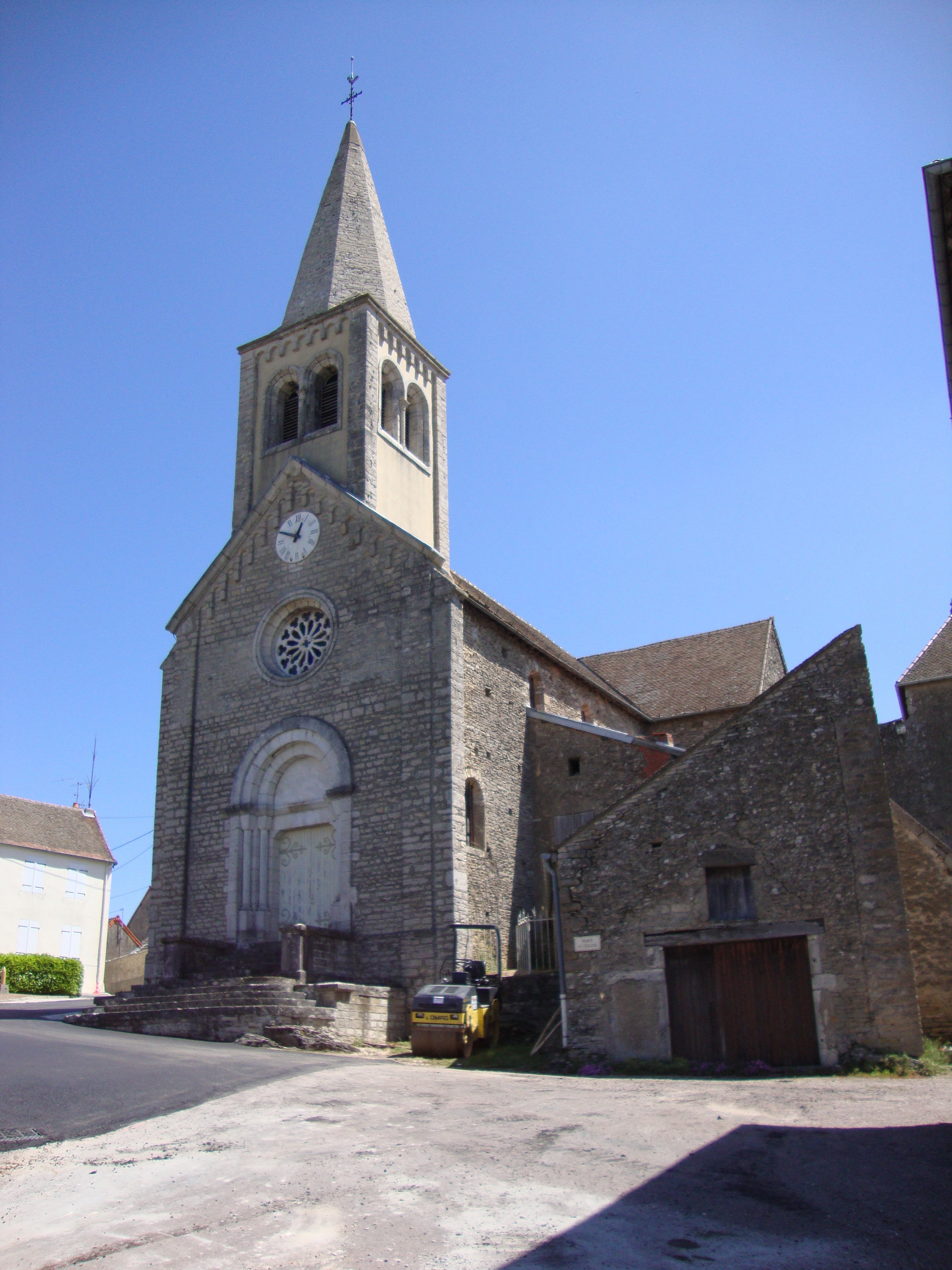
Kirche Saint-Martin

- Kirche Saint-Martin aus dem 19. Jahrhundert

## Persönlichkeiten
- Lionel Galand (1920–2017), französischer Berberologe, geboren in Aluze